# Nelahozeves
Obec Nelahozeves (německy Mühlhausen an der Moldau) leží ve středních Čechách v okrese Mělník 22 km vzdušnou čarou na sever od Prahy. Je známá jako rodiště hudebního skladatele Antonína Dvořáka. Žije zde přibližně 2 200 obyvatel.
Kromě hlavního sídla k obci patří také vesnice Podhořany, Hleďsebe a Lešany. V minulých dobách k Nelahozevsi patřily osady Strachov a Lobeček na protější straně řeky Vltavy.

## Přírodní poměry
Obec se rozkládá na levém břehu Vltavy, která zde dosahuje nadmořské výšky 170 metrů.[zdroj?]

## Historie
Nelahozeves byla obydlena už od mladší doby kamenné. Dokazují to početné archeologické nálezy zejména ze sousední kralupské čtvrti Lobeč, z Lešan i z Hleďsebi. Nejstarší dochovaná písemná zpráva o Nelahozevsi pochází z roku 1352. Původně náležela Nelahozeves českému knížeti a později pražské kapitule, od níž přešla v husitských dobách znovu pod panovníkovu komoru. Roku 1469 ji dal král Jiří z Poděbrad svému rádci Řehořovi z Heimburka, později mu byla odňata.

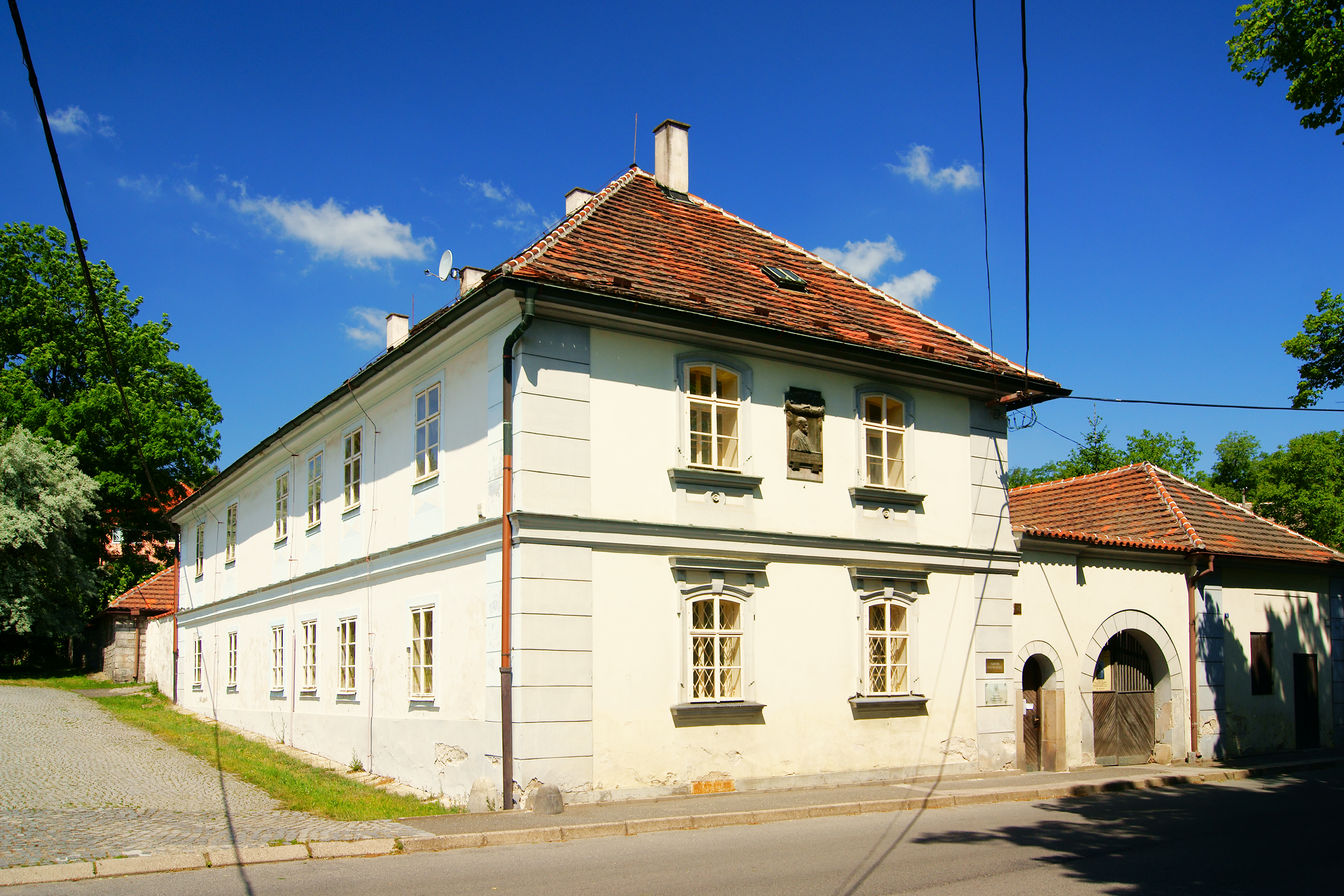
Rodný dům Antonína Dvořáka

Poté se stala předmětem sporů mezi církvemi a světskými vlastníky – až v letech 1544–1558 získal tvrz, poplužní dvůr i vesnici s mlýnem postupně Florián Gryspek z Gryspachu (1504–1588) a roku 1553 začal budovat zámek. Vybudoval zde velkou knihovnu a obrazárnu. V budování pokračoval jeho syn Blažej Gryspek z Gryspachu, který kolem roku 1613 dovršil stavbu zámku zhruba do konečné podoby. Po své smrti v roce 1620 však zanechal panství zadlužené, takže je roku 1623 koupila Polyxena z Lobkovic.
Celkem to bylo deset vesnic, které ve třicetileté válce potom značně utrpěly zejména od Švédů, avšak ve druhé polovině 17. století byly dány hospodářsky do pořádku. V majetku Lobkoviců zůstala Nelahozeves jako fideikomisní (od roku 1677) až do rozpadu feudalismu v roce 1848, resp. jako samostatný velkostatek až do poloviny 20. století, tj. i po pozemkové reformě z doby první republiky.
Od roku 1845 zde byla ve výstavbě železniční trať z Prahy na sever, pravidelná doprava na ní začala fungovat na jaře 1851. Velký význam pro obec měla v minulých staletích řeka Vltava, která sloužila jako dopravní tepna. Vzhledem ke zvýšené poloze netrpěla Nelahozeves zpravidla vůbec povodněmi, ze kterých jako největší je nutno připomenout záplavy z let 1784, 1845 a 1890. Regulace řeky byla uskutečněna kolem přelomu 19. a 20. století, intenzivní lodní doprava se rozvinula až ve 20. století.

### Územněsprávní začlenění
Dějiny územněsprávního začleňování zahrnují období od roku 1850 do současnosti. V chronologickém přehledu je uvedena územně administrativní příslušnost obce v roce, kdy ke změně došlo:
- 1850 země česká, kraj Praha, politický okres Slaný, soudní okres Velvary[4]
- 1855 země česká, kraj Praha, soudní okres Velvary
- 1868 země česká, kraj Praha, politický okres Slaný, soudní okres Velvary
- 1912 země česká, kraj Praha, politický okres Slaný, soudní okres Kralupy nad Vltavou[5]
- 1913 země česká, kraj Praha, politický i soudní okres Kralupy nad Vltavou[6]
- 1939 země česká, Oberlandrat Mělník, politický i soudní okres Kralupy nad Vltavou[7]
- 1942 země česká, Oberlandrat Praha, politický okres Roudnice nad Labem, soudní okres Kralupy nad Vltavou[8]
- 1945 země česká, správní i soudní okres Kralupy nad Vltavou[9]
- 1949 Pražský kraj, okres Kralupy nad Vltavou[10]
- 1960 Středočeský kraj, okres Mělník
- 2003 Středočeský kraj, okres Mělník, obec s rozšířenou působností Kralupy nad Vltavou

### Rok 1932
V obci Nelahozeves (přísl. Hleďsebe, 1007 obyvatel, poštovní úřad, telefonní úřad, telegrafní úřad, katol. kostel, sbor dobrovolných hasičů) byly v roce 1932 evidovány tyto živnosti a obchody: hydroelektrárna, 2 holiči, 3 hostince, klempíř, kolář, 3 kováři, výroba kovového zboží, krejčí, mechanik, 2 obuvníci, výroba okras na vánoční stromky, 3 obchody s lahvovým pivem, pokrývač, porodní asistentka, rolník, sadař, 6 obchodů se smíšeným zbožím, 3 švadleny, tesařský mistr, trafika, truhlář, obchod s uhlím, velkostatek Lobkowitz, 2 zahradnictví, 3 zámečníci.
Ve vsi Lešany (407 obyvatel, samostatná ves se později stala součástí Nelahozevse) byly v roce 1932 evidovány tyto živnosti a obchody: cihelna, 2 hostince, kovář, půjčovna mlátiček, obuvník, pekař, 2 pískovny, 3 rolníci, 4 obchody se smíšeným zbožím, švadlena.
V obci Podhořany nad Vltavou (241 obyvatel, Dětský domov, samostatná obec se později stala součástí Nelahozevse) byly v roce 1932 evidovány tyto živnosti a obchody: obchod s dřívím, 2 hostince, kovář, výroba mazadel Zinecker, 4 rolníci, 2 řezníci, sadař, obchod se smíšeným zbožím, stavitel, trafika, 2 obchody s uhlím.

## Geologie
Nelahozeves je tvořena plasticky modelovanou kotlinou, která se svažuje od západu k Vltavě z velvarské pláně (asi 270 m nad mořem). Geologicky tvoří katastr současné Nelahozevsi převážně masivy druhohorního křídového útvaru (cenoman, turon), zpod čtvrtohorních nánosů tu vystupují na povrch rozmanité pískovce a opuky, těžené a vyvážené odtud pro svou vynikající kvalitu už ve středověku. Starší prvohorní permokarbon se nalézá většinou v nevelké hloubce pod křídou, jak to v minulém století dokazovalo zejména dolování kamenného uhlí u železničních tunelů a v Lešanech.

## Pamětihodnosti
- Rodný dům Antonína Dvořáka stojí naproti gotickému kostelu sv. Ondřeje. V rodném domě je zřízeno Muzeum Antonína Dvořáka a každoročně se zde pořádají slavnosti Dvořákova Nelahozeves ke dni jeho narození.
- Zámek Nelahozeves v renesančním slohu. Od počátku 90. let 20. století opět patří roudnické větvi rodiny Lobkowiczů. Na zámku je jedna z největších českých sbírek španělského malířství přelomu 16. a 17. století a největší zámecká knihovna v Čechách.

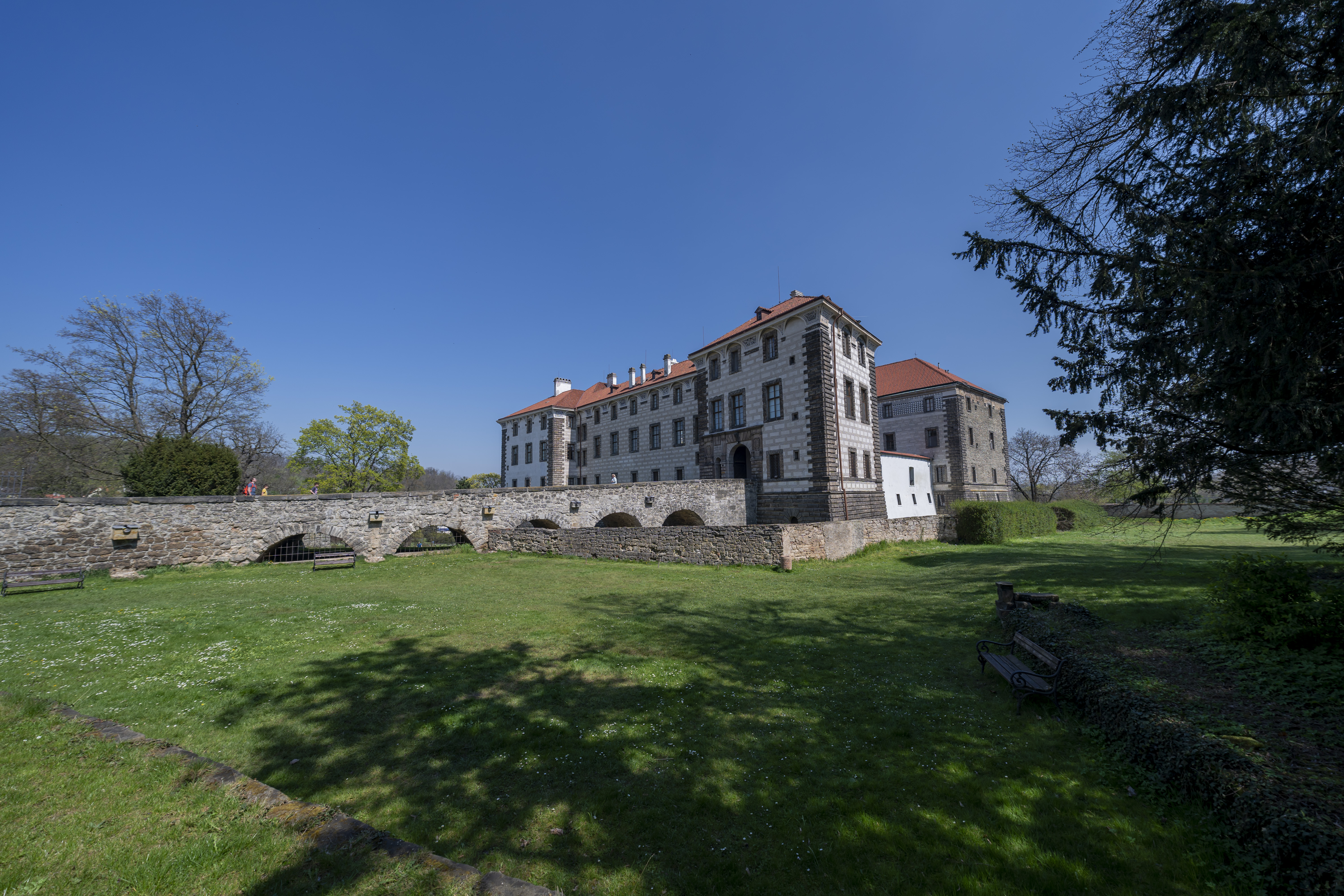
Romantický zámek Nelahozeves

- Kostel svatého Ondřeje
- Dřevěná zvonice při kostele
- Vodní dílo Miřejovice

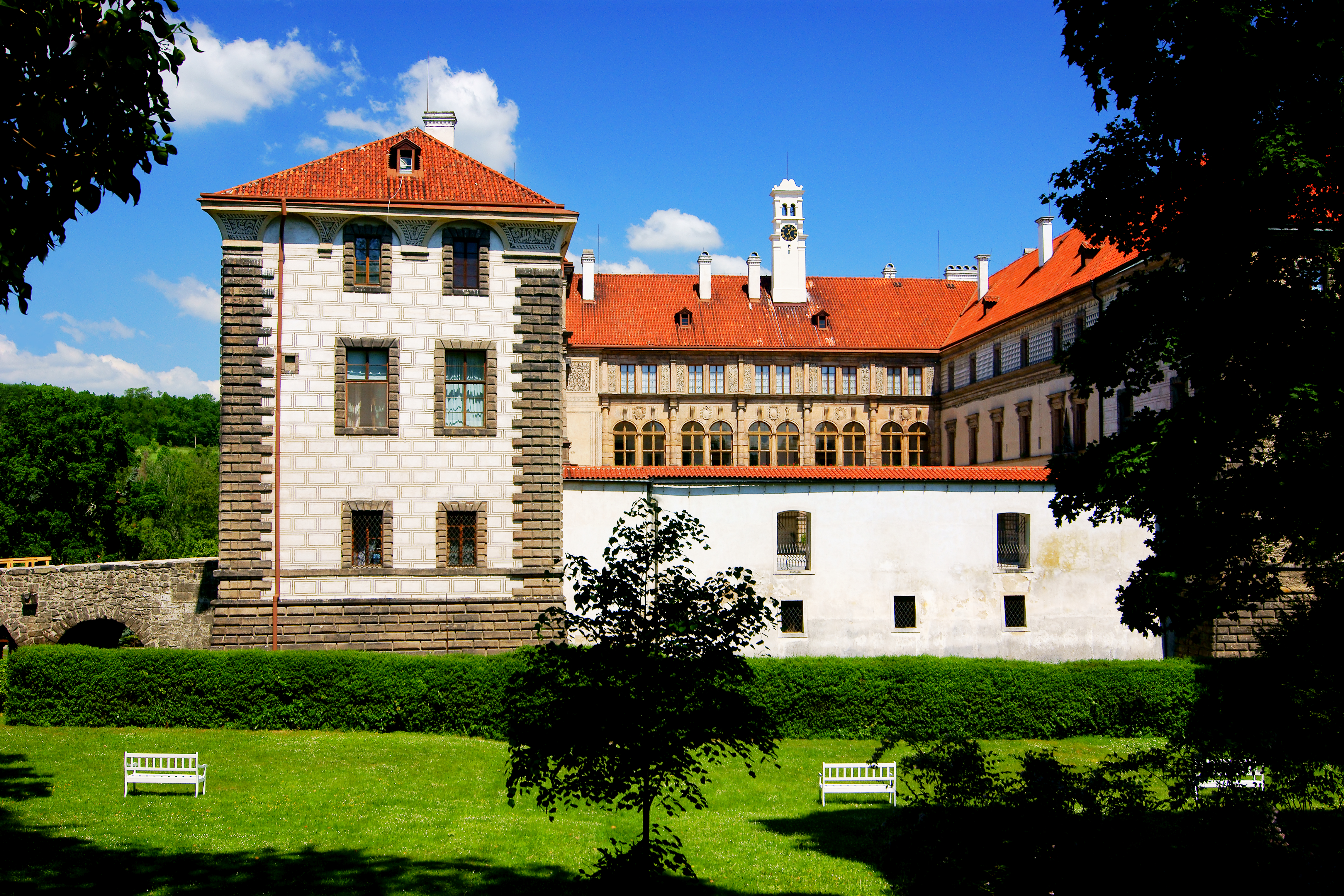
Zámek
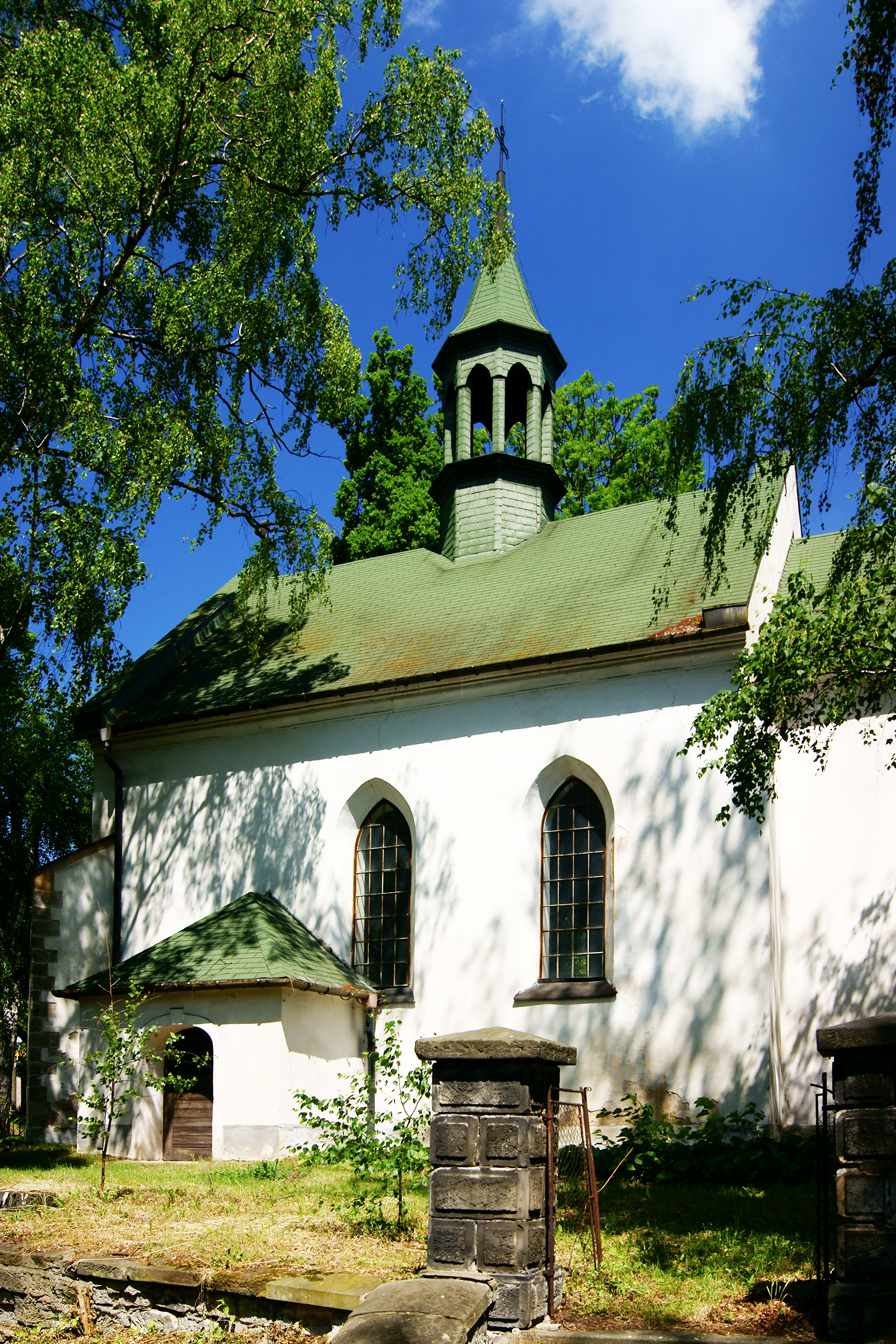
Kostel sv. Ondřeje
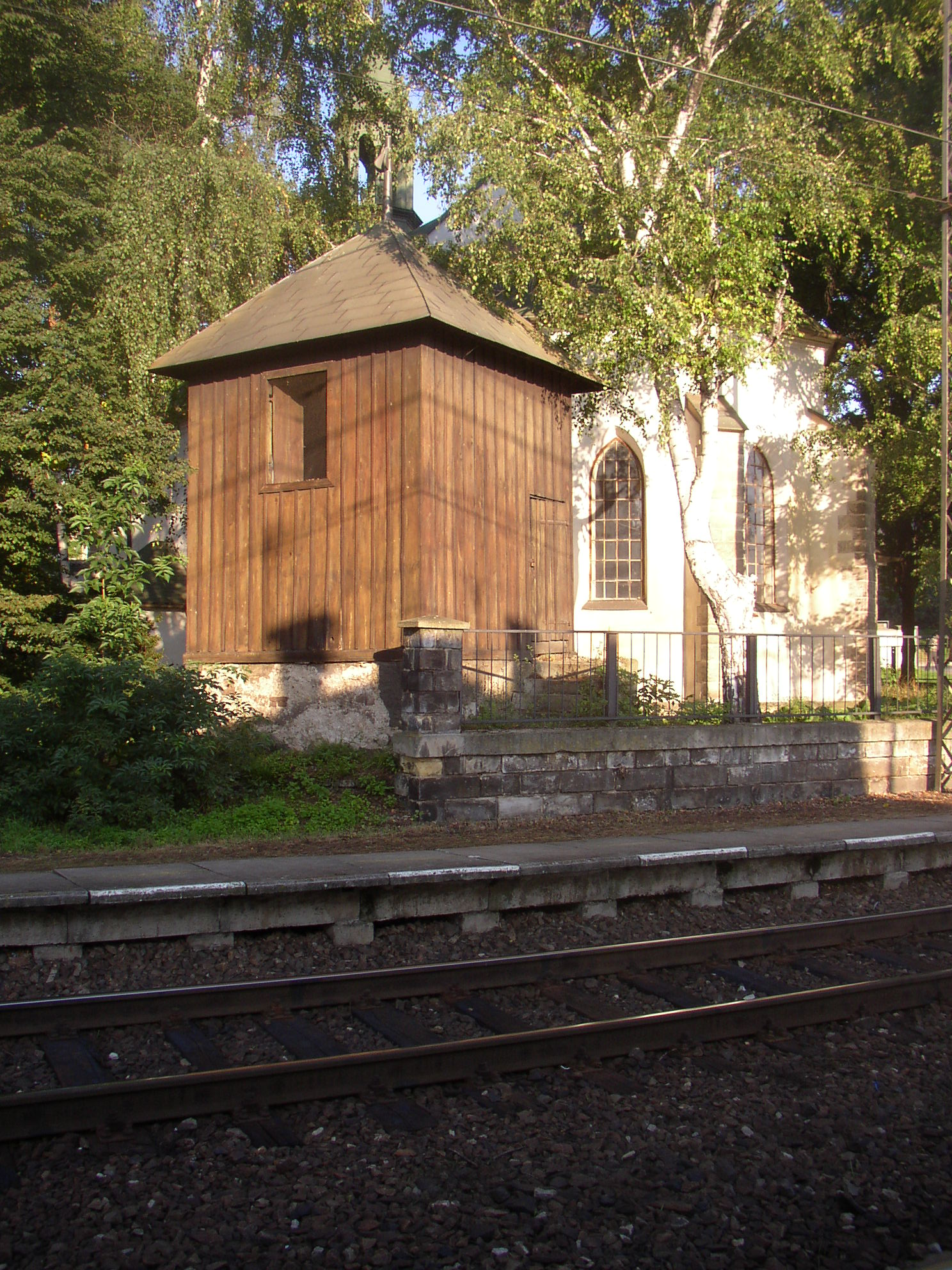
Dřevěná zvonice při kostele
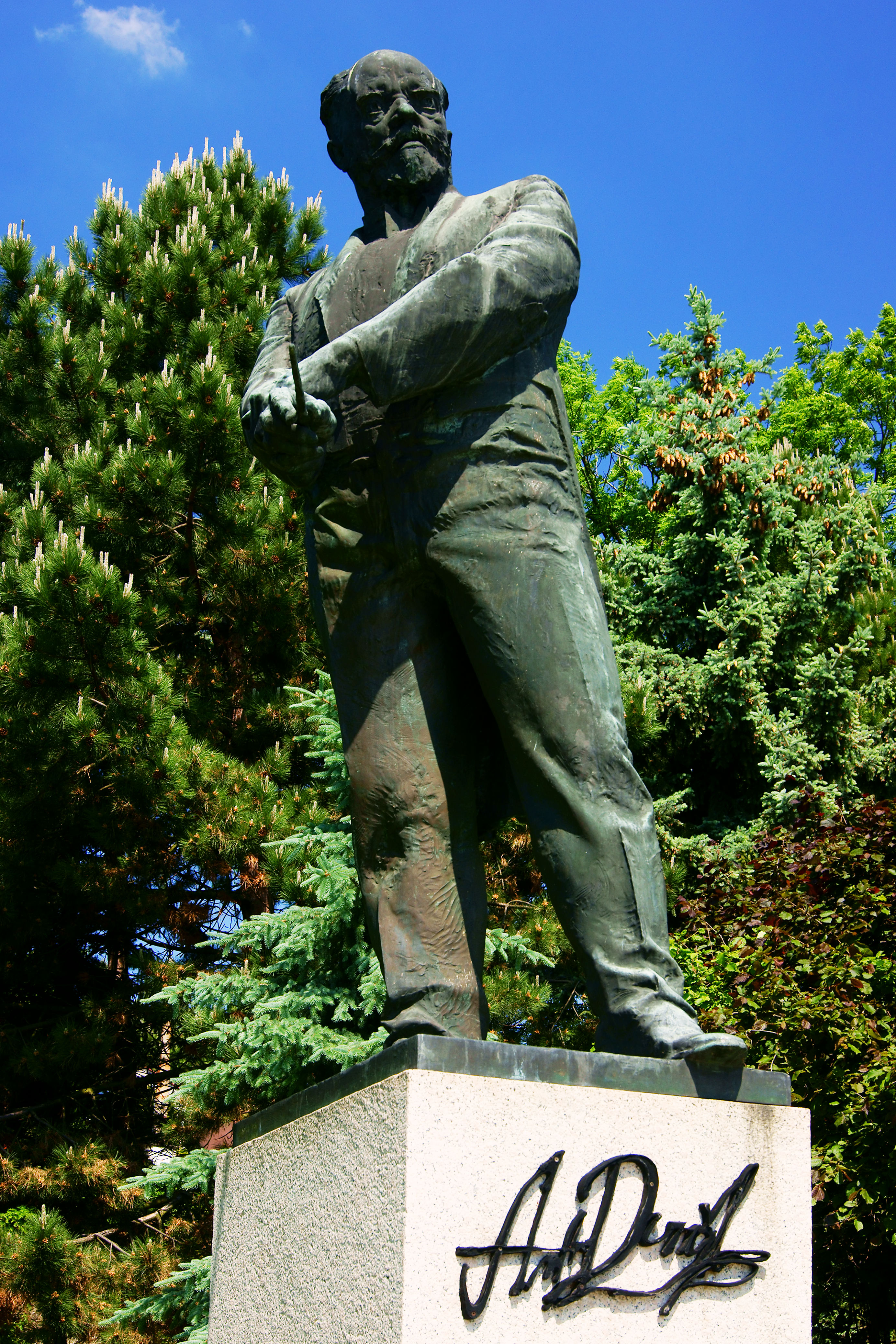
Pomník Antonína Dvořáka

## Průmysl

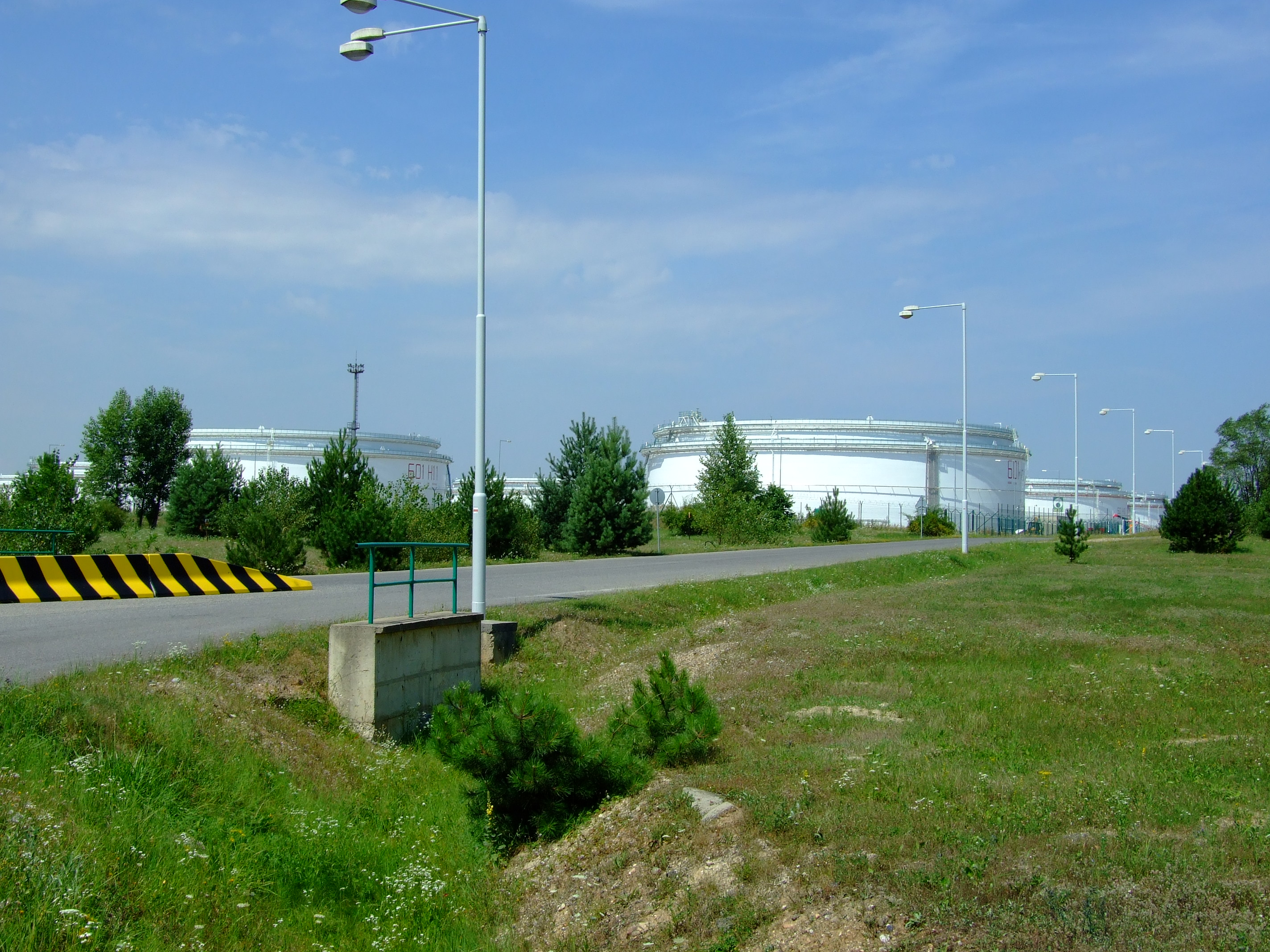
Centrální tankoviště ropy západně od obce

Na okraji obce se nachází centrální tankoviště ropy Mero ČR pro celou Českou republiku, které je postaveno ve vytěžené pískovně. Proudí sem ropa z ropovodů Družba a Ingolstadt. Celková kapacita nádrží činí 1 550 000 m³ ropy. Tankoviště se skládá ze 16 nádrží, šest z nich má kapacitu 125 000 m³. Jedná se o hlavní skladové zásoby ropy České republiky.
V obci se nachází velká výrobna PTZ Nelahozeves, tedy Povltavských tukových závodů, od roku 1993 patřících české pobočce nadnárodní společnosti Unilever. Továrna vznikala od třicátých let 20. století, vyráběly a vyrábí se zde pokrmové tuky – např. Hera, Perla atd. Od názvu obce je odvozena značka mýdla Nela, které se zde vyrábělo.
Továrna PTZ Nelahozeves byla uzavřena k 1. červnu 2010 společností Unilever. Výroba byla přesunuta do Polska a Rumunska o práci přišlo 650 lidí. V srpnu 2011 prodal Unilever továrnu výrobci navlhčených ubrousků společnosti WET Wipes International s.r.o. Areál poté té doby několikrát změnil majitele. V současnosti tu funguje několik různých firem a areál nese název D8 - Park Logistik.

## Doprava
Dopravní síť
- Pozemní komunikace – okrajem katastrálního území obce prochází silnice II/608 Praha – Nelahozeves – Terezín – Lovosice – Teplice a silnice I/16 Řevničov – Slaný – Mělník – Mladá Boleslav. V těsné blízkosti obce však procházejí důležité komunikace, jako je dálnice D8 Praha – Lovosice – Ústí nad Labem – Drážďany, silnice II/101 Brandýs nad Labem-Stará Boleslav – Neratovice – Kralupy nad Vltavou – Kladno a silnice II/240 Benešov nad Ploučnicí – Roudnice nad Labem – Velvary – Kralupy nad Vltavou – Velké Přílepy – Praha.
- Železnice – obec Nelahozeves leží na železniční trati Praha – Ústí nad Labem – Děčín. Jde o dvoukolejnou elektrizovanou celostátní trať zařazenou do evropského železničního systému, součást 1. a 4. koridoru, doprava byla zahájena roku 1850. Na území obce leží železniční zastávka Nelahozeves zámek a železniční stanice Nelahozeves (dříve Veltrusy)

Veřejná doprava 2025
- Autobusová doprava – v obci měla zastávky příměstské autobusové linky PID 466 Mělník - Spomyšl - Kralupy nad Vltavou (v pracovních dnech 22 spojů, o víkendech 8 spojů) (dopravce ČSAD Střední Čechy a.s.) a 856 Zákolany - Kralupy nad Vltavou - Nelahozeves - Velvary ( v pracovních dnech 9 spojů, o víkendu nejezdí ) (dopravce Autodoprava Lamer.).

- Železniční doprava – na území obce leží železniční stanice Nelahozeves a železniční zastávka Nelahozeves zámek. Vedou tudy linky S4 (Praha – Vraňany – Hněvice) a R20 (Praha – Kralupy nad Vltavou – Hněvice) v rámci pražského systému Esko. V pracovních dnech tam zastavovalo 16 párů osobních vlaků, o víkendech v letní sezóně 18 párů osobních vlaků, v zimní sezóně 13 párů osobních vlaků. Expresy i rychlíky projížděly.

## Turistika
- Cyklistika – Obcí vede cyklotrasa č. 2 Kralupy nad Vltavou – Nelahozeves – Mělník – Ústí nad Labem.
- Pěší turistika – Obcí vede turistická trasa  Kralupy nad Vltavou – Nelahozeves – Nové Ouholice – Říp.

## Místní spolky
V obci je několik spolků, které významnou měrou ovlivňují sportovní a kulturní činnost. 
Jsou tu dva sportovní kluby TJ PTZ Viktorie Nelahozeves (fotbal) a TJ Dynamo Nelahozeves (fotbal, stolní tenis, cvičení...). Každý z nich má jedno fotbalové hřiště.
Dále jsou v Nelahozevsi více či méně aktivní tyto spolky:
- Myslivecký spolek Kralupy Nelahozeves
- Sbor dobrovolných hasičů Nelahozeves
- Přátelé starého mostu (založen v roce 2019, zaměřuje se na Vodní dílo Miřejovice)
- Ochotníci Nelahozeves
- Klub seniorů Nelahozeves
- YACHT CLUB MARINA VLTAVA
- Lešanský sad - komunitní spolek (okrašlovací spolek)
- Spolek Rybníčky (okrašlovací spolek)
- Dvořákova stezka (ekologický spolek)
- Občanské sdružení Nelahozeves (momentálně nečinný spolek zabývající se životním prostředím)

Dále v obci je několik neformálních spolků. Několik let tu působí sbor Období sboru. Je tu také Klub ručních prací a patchworkový Klub VLTAVÍNKY Nelahozeves.